# 流浪隊
流浪隊及流浪者隊，是英國足球隊伍中常見的译名，可以指Rangers、Rovers或Wanderers。三字原意都是指四處遊蕩尋找某種戰利品，在足球界通常指尋找獎盃和榮譽。
雖然同譯作「流浪」，但三字所指意思有所不同。Rangers原是指遊騎兵或巡游者，有四處流浪作為保護者之意，Rovers一詞則指源自海盜，有四處流浪尋找獵物之意，而Wanderers則有四處漂泊，尋求勝利之意。由於英國殖民者的關係，不少英國殖民地亦發展了稱為「流浪」的足球隊。
在華語地區，三字主要譯作「流浪」或「流浪者」，但亦有部分譯名不會用上「流浪」。在香港，Rangers、Wanderers及Rovers三字均譯作「流浪」；在中國內地、台灣，部分媒體會譯作「遊騎兵隊」、「巡游者隊」、「流浪者隊」、「漫游者隊」等。

## 隊名有Rangers的球隊

### 蘇格蘭
- 流浪者足球俱乐部（Rangers FC），通常稱為格拉斯哥流浪。

### 英格蘭
- （Queens Park Rangers FC），香港譯作「昆士柏流浪」，中國內地譯名則為「女王公园巡游者」。

### 其他地區
- 香港流浪足球會（Hong Kong Rangers FC）（香港，現由贊助商冠名為標準流浪）
- 埃努古流浪者（Enugu Rangers）（尼日利亞）
- 塔爾卡流浪者（Club Social de Deportes Rangers de Talca）（智利）

## 隊名有Rovers的球隊

### 英格蘭
- （Blackburn Rovers FC）
- 布里斯托流浪（Bristol Rovers FC）
- （Doncaster Rovers FC）
- （Tranmere Rovers FC）
- 格林森林流浪（Forest Green Rovers FC）

### 其他地區
- 淡濱尼流浪（Tampines Rovers FC）（新加坡）

## 隊名有Wanderers的球隊

### 英格蘭
雖然隊名有Wanderers，但在漢語譯名中，部分球隊的常用名稱很少提及「流浪」。
- （Bolton Wanderers FC），雖然隊名有Wanderers，常用名稱是保頓，日常很少使用「流浪」。
- 伍尔弗汉普顿流浪（Wolverhampton Wanderers FC），雖然隊名有Wanderers，常用名稱為「狼隊」（Wolves）。
- （Wycombe Wanderers FC）

### 其他地區
- 斯利马流浪者（Sliema Wanderers FC）（馬爾他）
- 圣地亚哥漫遊者（Club de Deportes Santiago Wanderers）（智利）
- 西悉尼流浪者 (Western Sydney Wanderers FC) (澳洲)